# Język hakka
Język hakka (chiń. trad. 客家話, chiń. upr. 客家话, pinyin: Kèjiāhuà; język hakka: Hak-kâ-fa) – jeden z języków chińskich, używany głównie w południowych Chinach, w wielu lokalnych wersjach dialektalnych, w prowincjach Guangdong, Fujian, Jiangxi, Kuangsi, Syczuan, Hunan i regionie autonomicznym Kuejczou, a także na wyspie  Hajnan i na Tajwanie.
Język hakka nie jest wzajemnie zrozumiały dla użytkowników innych odmian języka chińskiego, z wyjątkiem języka kantońskiego.